# Тюшевка (река)
Тюшевка — река на полуострове Камчатка в России. Длина реки — 86 км. Площадь водосборного бассейна — 1150 км². Протекает по территории Елизовского района Камчатского края.
Вероятно названа по имени исследователя Камчатки В. Н. Тюшова. Ительменское название Ежка-кыг — «приморская река».
Берёт истоки с восточных склонов Восточного хребта, протекает в меридиональном направлении, впадает в Тихий океан.
В среднем течении расположены термальные Тюшевские источники.
Место нереста лососёвых.

## Данные водного реестра
По данным государственного водного реестра России относится к Анадыро-Колымскому бассейновому округу.
Код водного объекта в государственном водном реестре — 19070000212120000019735.